# Hellige høne
|  | Denne artikel er oprettet af botten Steenthbot ud fra en ekstern database. Den kan derfor have sproglige fejl eller mangler. Denne skabelon kan fjernes efter kontrol af indholdet. |

Hellige høne er en dansk kortfilm fra 2021 instrueret af Tanne Sommer.

## Handling
Et gammelt, kristen ægtepar bor ude på Lars tyndskids marker. Manden Gert kan ikke leve uden sin daglige dosis kød fra et selv-slagtet dyr. Guds veje er dog uransagelige og Gert bliver lam efter et forsøg på at slagte en høne. Det begynder langsomt at gå op for hans kone, Bodil, at det ikke er en helt normal høne, der er skyld i Gerts ulykke. Hun er overbevist om, at hønen er Guds talerør og har et budskab den gerne vil dele. Bodil forsøger at overbevise Gert om dette, men det ender voldeligt, da Gert ved en fejltagelse kommer til at pløkke sin kone ned. Gud kommer dog endnu engang på banen og genopliver Bodil, hvilket får Gert til at adlyde Guds budskab om ikke at slå uskyldige dyr (og koner) ihjel

## Medvirkende
- Kirsten Lehfeldt, Bodil